# إميرسون دا كونسيساو
إميرسون دا كونسيساو (مواليد 23 فبراير 1986 في ساو باولو - البرازيل) لاعب كرة قدم برازيلي يلعب حاليا لصالح نادي الدرجة الأولى ليل الفرنسي منذ 2006 في مركز قلب الدفاع .

## وصلات خارجية
- إميرسون دا كونسيساو على موقع اتحاد تركيا (لاعب) (الإنجليزية)
- إميرسون دا كونسيساو على موقع قاعدة بيانات كرة القدم.إي يو (الإنجليزية)
- إميرسون دا كونسيساو على موقع بيانات كرة القدم. دي إي (الألمانية)
- إميرسون دا كونسيساو على موقع ليكيب (الفرنسية)
- إميرسون دا كونسيساو على موقع Soccerway.com (الإنجليزية)
- إميرسون دا كونسيساو على موقع عالم كرة القدم.نت (الإنجليزية)
- إميرسون دا كونسيساو على موقع AS.com (الإسبانية)